# Christian Danner
Pour les articles homonymes, voir Christian et Danner.
Christian Danner, né le 4 avril 1958 à Munich, en Allemagne, est un pilote automobile de Formule 1 allemand.

## Biographie

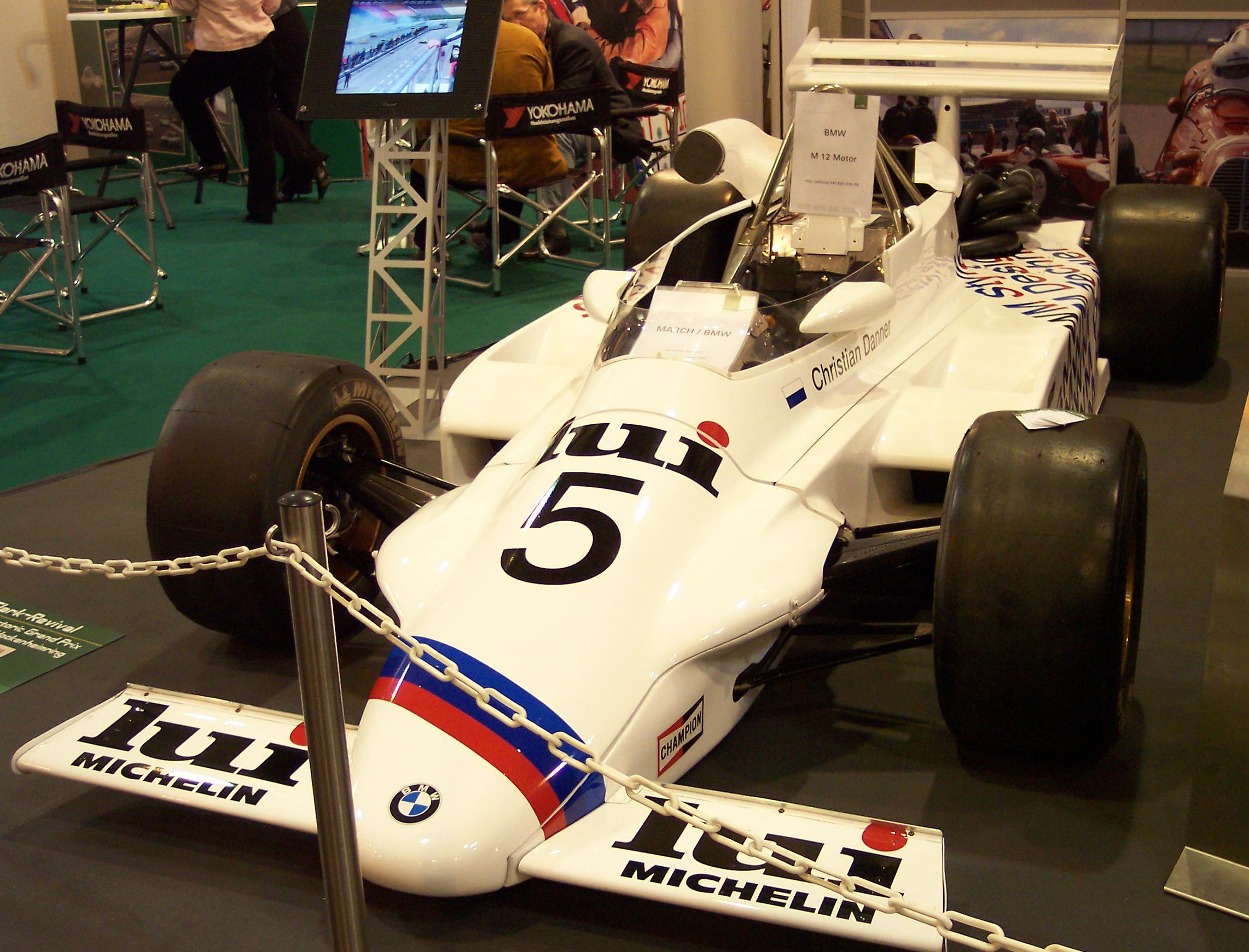
La March 822 BMW pilotée en 1982 par Christian Danner

Le fils de l'expert de la voiture de sécurité Max Danner, Christian commence la course automobile dans des courses de Renault 5 Cup. Il passe ensuite à la Formule 2 et signe le record du tour de l'ancien Nürburgring.
Danner remporte le premier championnat de Formule 3000 en 1985 pour le compte de l'équipe BS Automotive deBob Sparshott et fait ses débuts en Formule 1 le 15 septembre 1985 au sein de l'équipe allemande Zakspeed d'Erich Zakowski. Il participe à 47 Grands Prix, son meilleur résultat étant une quatrième place au Grand Prix des États-Unis 1989, avec l'écurie allemande Rial Racing. Il obtient en 1986, une sixième place avec l'écurie britannique Arrows, et inscrit ainsi l'unique point de son écurie.
Danner pilote en championnat du Japon de Formule 3000 en 1990, pour Leyton House, marque 4 points et se classe quatorzième.
Plus tard, Danner court en Champ Car pour le compte de l'équipe Project Indy et obtenant les meilleurs résultats de l'écurie avec une septième place au Grand Prix de Miami 1995. Il s'aligne en International Touring Car Championship pour Alfa Romeo et a aussi participé au Grand Prix Masters. À titre anecdotique, il participa en guise d'entraînement au GP Master à la dernière manche du championnat d'Italie de F3000 à Misano, où il termina huitième.
Il est, actuellement, commentateur de la Formule 1 pour la chaîne RTL en Allemagne.

## Résultats en championnat du monde de Formule 1
| Saison | Écurie                                  | Châssis | Moteur                                   | Pneus            | GP disputés | Points inscrits | Classement |
| ------ | --------------------------------------- | ------- | ---------------------------------------- | ---------------- | ----------- | --------------- | ---------- |
| 1985   | West Zakspeed Racing                    | 841     | Zakspeed 4 en ligne turbo                | Goodyear         | 2           | 0               | n.c.       |
| 1986   | Osella Squadra Corse Barclay Arrows BMW | FA1F A8 | Alfa Romeo V8 turbo BMW 4 en ligne turbo | Pirelli Goodyear | 15          | 1               | 18e        |
| 1987   | West Zakspeed Racing                    | 861 871 | Zakspeed 4 en ligne turbo                | Goodyear         | 15          | 0               | n.c.       |
| 1989   | Rial Racing                             | ARC2    | Ford-Cosworth V8                         | Goodyear         | 4           | 3               | 21e        |

## Résultats aux 24 heures du Mans
| Année | Châssis   | Écurie               | Coéquipiers                          | Résultat |
| ----- | --------- | -------------------- | ------------------------------------ | -------- |
| 1981  | BMW M1    | Helmut Marko         | Leopold von Bayern/Peter Oberndorfer | Abandon  |
| 1985  | March 84G | Kreepy Krauly Racing | Graham Duxbury/Almo Copelli          | 22e      |
| 1986  | Sauber C8 | Kouros Racing Team   | Dieter Quester/Henri Pescarolo       | Abandon  |